# Sinocyrtaspis brachycerca
Sinocyrtaspis brachycerca is een rechtvleugelig insect uit de familie sabelsprinkhanen (Tettigoniidae). De wetenschappelijke naam van deze soort is voor het eerst geldig gepubliceerd in 2012 door Chang, Bian & Shi.